# Агнес Моника
Агнес Моника (сценическое имя, полностью — Агнес Моника Мульёто индон. Agnes Monica Muljoto) (род. 1 июль 1989, Джакарта, Индонезия) — индонезийская певица и художница. Она записала три детских альбома. Она также стала ведущей нескольких детских телевизионных программ.
В 2003 году Agnez выпустила свой первый взрослый альбом под названием And the Story Goes, благодаря которому её имя снова зазвучало в Индонезии музыкальной индустрии. Её успех на родине вдохновил Агнес поставить перед собой цель: получить известность на международной арене. К записи второго альбома, выпущенного в 2005 году, Whaddup.. '?!, Агнес привлекла певицу из США Кит Мартин. Агнес также участвует в съемках двух азиатских сериалов, Больница и Романтика в Белом доме, в Тайвани.
Агнес два года подряд выигрывала в песенном фестивале в Сеуле, Республика Корея, в 2008 и 2009 году на её третий альбом, Sacredly Agnezious (2009), она начала увлекаться, как продюсер и автор песен. В 2010 году она была назначена в качестве судьи на шоу талантов, Индонезийский идол. Она также стала одним из хозяек и исполнительниц на American Music Awards 2010 Красный ковер в Лос-Анджелес, США.
В дополнение к коммерческому успеху Agnez является певица с наибольшим количеством наград в Индонезии. Она выиграла десятки трофеев, в том числе 17 (Anugerah Musik Indonesia), 8 (Panasonic Awards), 5 (Nickelodeon Indonesia Kids Choice Awards), и 4 (MTV Indonesia Awards). Кроме того, она была доверенным послом по борьбе с наркотиками в Азии, а также послом (MTV EXIT) в борьбе с торговлей людьми.
Она подписала контракт со звукозаписывающей компанией этикетке США, (Сопутствующие Этикетки), который принадлежит Sony Music Entertainment. Её международный дебютный сингл «Кокс Бутылка» был выпущен инди в сентябре 2013, и вновь выпущен в начале 2014 года по Sony Music, показывая американские рэперы, Timbaland и TI.

## Дискография
- And the Story Goes (2003)
- Whaddup A.. '?! (2005)
- Sacredly Agnezious (2009)
- Agnes Is My Name (2011)
- Agnez Mo (2013)

## Мыльные оперы
- Lupus Milenia (1999)
- Mr Hologram (1999)
- Pernikahan Dini (2001)
- Amanda (2002)
- Ciuman Pertama (2002)
- Cinta Selembut Awan (2002)
- Cewekku Jutek (2003)
- Cantik (2004)
- Bunga Perawan (2004)
- Ku 'Tlah Jatuh Cinta (2005)
- Pink (2006)
- Romance In The White House (2006)
- The Hospital (2006)
- Kawin Muda (2006)
- Jelita (2008)
- Kawin Masal (2008)
- Pejantan Cantik (2010)
- Marissa (2011)
- Mimo Ketemu Poscha (2012)
- 3 Peas In A Pod' — Специальный вид + Музыкальная тема Певица (2013)

## Хозяин
- VAN (Video Anak Anteve) — (Antv)
- Tralala-Trilili — (RCTI)
- Diva Romeo — (Trans TV)
- American Music Awards 2010 — (ABC Channel)